# Trollie Wallie
Trollie Wallie è un videogioco a piattaforme pubblicato nel 1984 per Commodore 64 dalla Interceptor Software e nel 1986 per Amstrad CPC dalla Players, etichetta a basso costo appartenente alla stessa Interceptor. Il protagonista Wallie è un essere con il corpo sferico e una grande bocca dentata. Trollie può significare "trolletto", ma si pronuncia anche come trolley ossia "carrello della spesa", infatti il gioco è ambientato in un surreale supermercato.
Sempre nel 1984 erano già usciti, in ordine imprecisato, altri due giochi con Wallie: Wheelin' Wallie (per C64 e ZX Spectrum) e Wallie Goes to Rhymeland (solo per C64). Tutta la trilogia venne sviluppata principalmente da Andrew Challis e pubblicata da Interceptor.

## Modalità di gioco
Il gioco si svolge in un unico grande labirinto bidimensionale, che rappresenta un assurdo supermercato di molti piani visto in sezione, con pavimenti e muri di mattoni. La visuale è limitata a una piccola area alta circa tre piani alla volta, con scorrimento in tutte le direzioni (su Commodore 64 lo scorrimento è fluido, mentre su Amstrad CPC avviene a scatti quando ci si avvicina ai bordi dello schermo). Il protagonista Wallie può camminare in orizzontale, arrampicarsi su scale a pioli verticali, e saltare con traiettoria fissa, in verticale o di lato.
L'obiettivo è raccogliere 40 oggetti di varia natura sparsi per il supermercato e portarli alla cassa, ma Wallie ne può trasportare al massimo cinque alla volta. Pertanto è necessario esplorare tutto il labirinto in cerca di oggetti e ripassare almeno otto volte alla cassa. Il punto dove Wallie inizia la partita, e riappare ogni volta che perde una vita, è nell'angolo in basso a sinistra dell'edificio, mentre la cassa si trova nell'angolo in basso a destra.
Il supermercato è popolato da mostri di vario aspetto, che si muovono seguendo semplici percorsi ripetitivi. Lo scenario è complicato da pavimenti che scompaiono periodicamente, nastri trasportatori, scivoli, barriere letali che si muovono su e giù o che compaiono a intermittenza, e una specie di muffa verde letale che spunta a volte da soffitti o pavimenti. In alcuni casi si deve trovare e azionare una leva che comanda l'apertura di un passaggio obbligato. Il contatto con i mostri o con gli oggetti letali e le cadute da altezze anche di un solo piano causano la perdita immediata di una vita.
La colonna sonora include un rifacimento di Popcorn e, solo su Commodore 64, delle tracce 5 e 6 di Équinoxe di Jean Michel Jarre.

## Accoglienza
Sebbene fosse spesso riconosciuto come un tipico platform sul modello di altri già visti, come Son of Blagger o China Miner (quest'ultimo della stessa editrice), Trollie Wallie per Commodore 64 venne accolto molto positivamente dalla stampa di settore dell'epoca. Diverse riviste apprezzarono particolarmente la colonna sonora.
La versione Amstrad CPC, uscita a basso costo due anni dopo, ottenne invece recensioni mediamente negative.